# Paniek van 1907

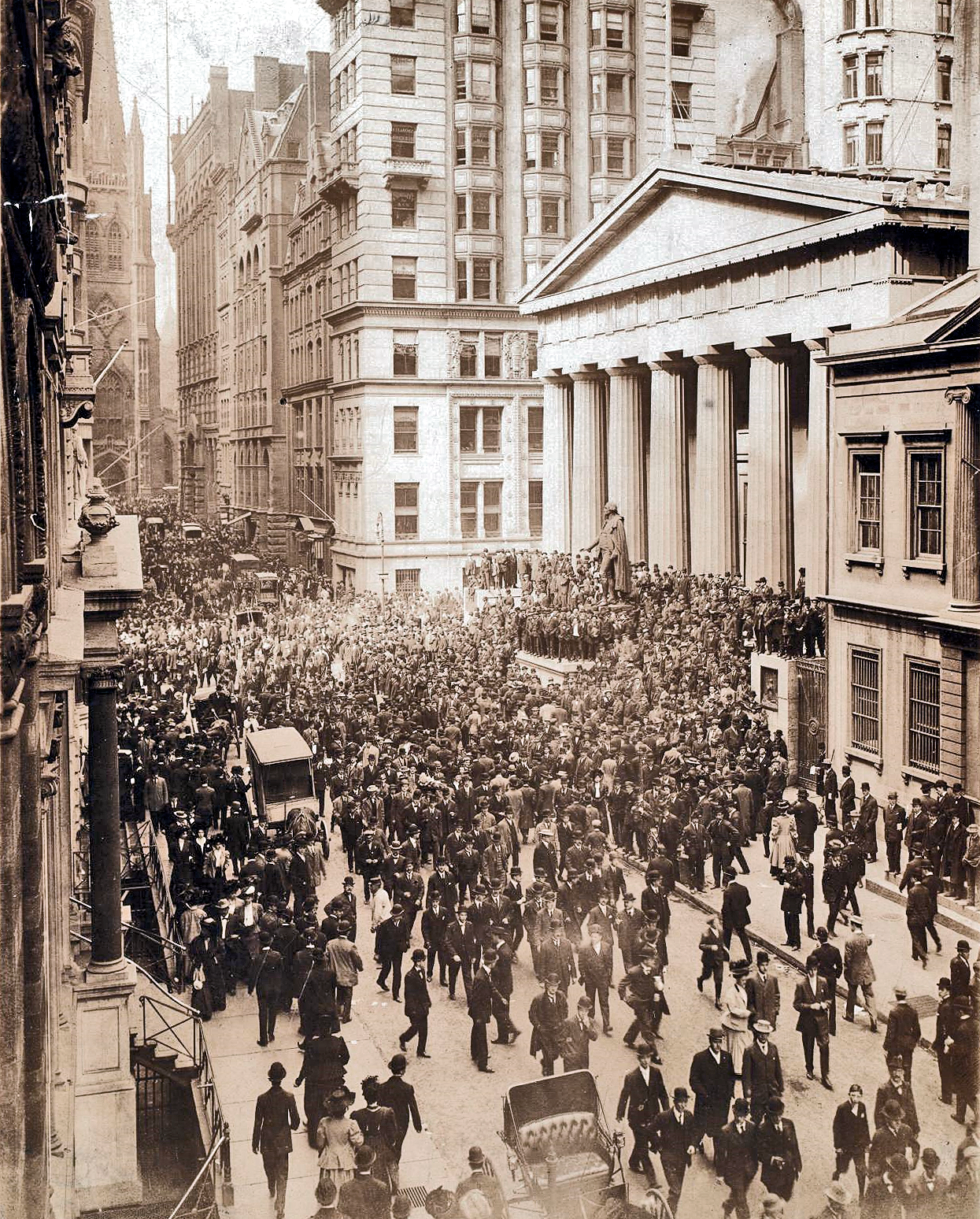
Een menigte op Wall Street tijdens de Paniek van 1907

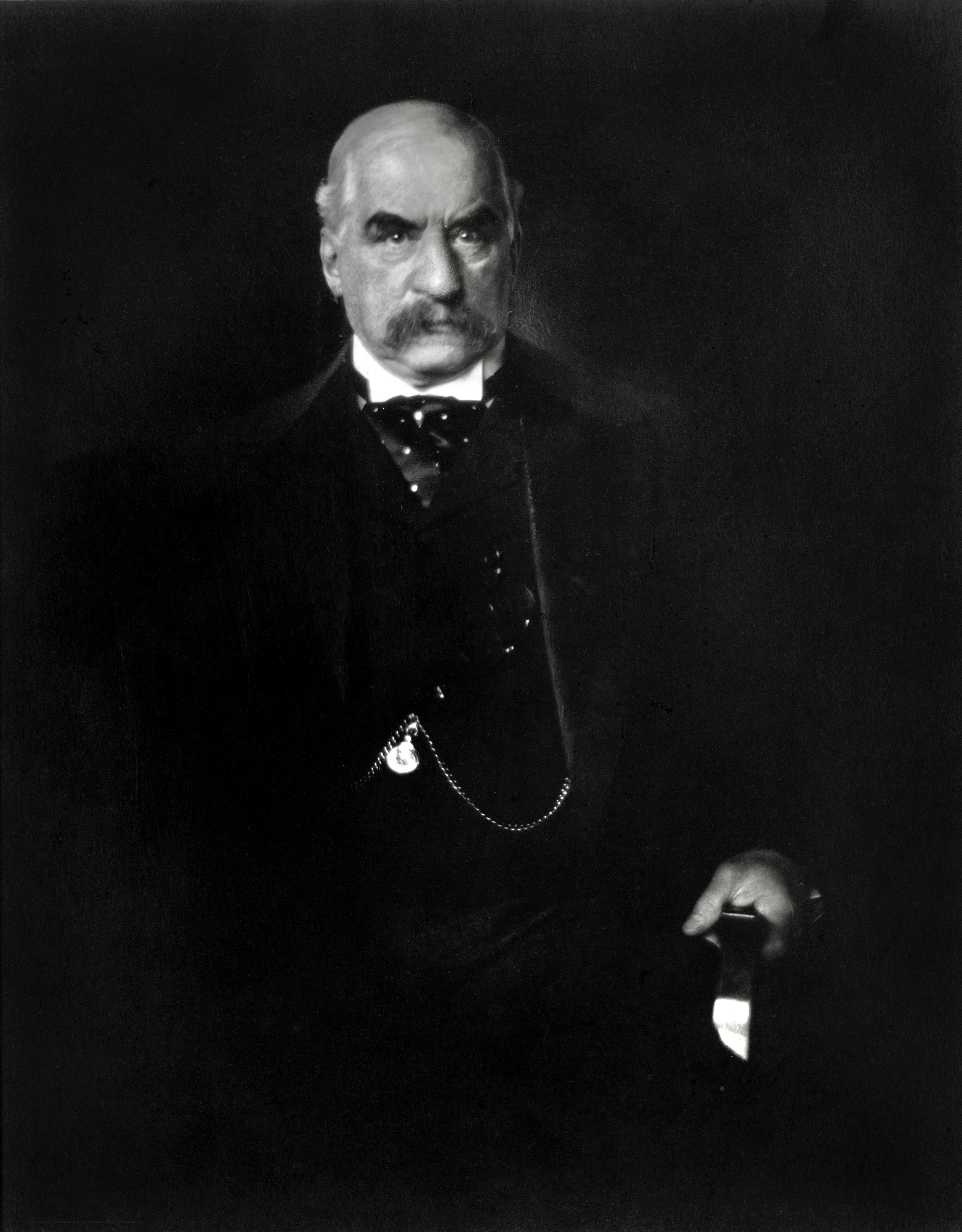
J.P. Morgan

De Paniek van 1907 (Panic of 1907) was een economische crisis die in het najaar van 1907 in de Verenigde Staten uitbrak. De paniek, gepaard gaand met een bankrun in oktober 1907 volgde op een aantal geruchtmakende faillissementen in de zomer van dat jaar en het ineenzakken van de aandelen in United Copper. Deze aandelen daalden fors in waarde na een mislukte poging van F. Augustus Heinze om de waarde ervan te manipuleren. Een run op de banken die investeringen in United Copper en Heinze's plan hadden zorgde voor een paniekstemming die leidde tot de ondergang van de Knickerbocker Trust Company en breidde zich daarna uit tot kleinere en regionale banken over heel de VS. Vele investeerders en ook de "gewone man" haalden hun bankrekeningen leeg omdat gevreesd werd voor het ten ondergaan van deze financiële instituten.
Met een economische crisis die snel om zich heen greep nam John Pierpont Morgan het initiatief om samen met een groep van invloedrijke bankiers uit New York een oplossing te vinden voor de paniekstemming. Door geld in de falende banken te pompen moest het vertrouwen in deze banken hersteld worden. Onder andere John D. Rockefeller stortte zo'n $10 miljoen in een aantal banken in New York. Een beurskrach op Wall Street werd afgewend en het publieke vertrouwen in de banken keerde tegen het eind van de maand en begin november 1907 weer terug.
De nasleep van de Paniek van 1907 leidde in 1913 tot het aannemen van de Federal Reserve Act die tot de oprichting van de Federal Reserve aanleiding gaf.
Ook in de Europese financiële centra brak paniek uit. In Nederland ontstond een beperkte bankrun. Toen bij het Rotterdamse filiaal van De Nederlandsche Bank de bankbiljetten dreigden op te raken, reisde de president-directeur met een aantal van zijn medewerkers sjouwend met koffers vol geldpapier per trein van Amsterdam naar de Maasstad, waar zij nog op tijd arriveerden om totale paniek te voorkomen. De door de bankcrisis veroorzaakte recessie duurde in Nederland tot 1909.